# Оглторп (округ, Джорджія)
33°53′ пн. ш. 83°05′ зх. д. / 33.88° пн. ш. 83.08° зх. д.
Округ Оглторп (англ. Oglethorpe County) — округ (графство) у штаті Джорджія, США. Ідентифікатор округу 13221.

## Історія
Округ утворений 1793 року.

## Демографія
За даними перепису
2000 року
загальне населення округу становило 12635 осіб, зокрема міського населення було 2, а сільського — 12633.
Серед мешканців округу чоловіків було 6137, а жінок — 6498. В окрузі було 4849 домогосподарств, 3541 родин, які мешкали в 5368 будинках.
Середній розмір родини становив 3,05.
Віковий розподіл населення поданий у таблиці:
| Стать    | До 15 років | 15-21 | 22-29 | 30-39 | 40-49 | 50-65 | 65-85 | Понад 85 |
| -------- | ----------- | ----- | ----- | ----- | ----- | ----- | ----- | -------- |
| Чоловіки | 1366        | 561   | 598   | 941   | 935   | 1076  | 615   | 45       |
| Жінки    | 1370        | 515   | 634   | 1005  | 949   | 1119  | 775   | 131      |

## Суміжні округи
- Медісон — північ
- Елберт — північний схід
- Вілкс — схід
- Таліяферро — південний схід
- Грін — південь
- Оконі — захід
- Кларк — захід

## Виноски
1. ↑  U.S. Decennial Census. United States Census Bureau. Архів оригіналу за 26 квітня 2015. Процитовано 25 червня 2014.
2. ↑  Historical Census Browser. University of Virginia Library. Архів оригіналу за 11 серпня 2012. Процитовано 25 червня 2014.
3. ↑  Population of Counties by Decennial Census: 1900 to 1990. United States Census Bureau. Процитовано 25 червня 2014.
4. ↑  Census 2000 PHC-T-4. Ranking Tables for Counties: 1990 and 2000 (PDF). United States Census Bureau. Процитовано 25 червня 2014.
5. ↑  State & County QuickFacts. United States Census Bureau. Архів оригіналу за 7 червня 2011. Процитовано 16 лютого 2014.(англ.) Наведено за англійською вікіпедією.
6. ↑  American FactFinder. Бюро перепису населення США. Архів оригіналу за 26 лютого 2012. Процитовано 31 січня 2008.

| США | Це незавершена стаття з географії США. Ви можете допомогти проєкту, виправивши або дописавши її. |